# Улица Карла Маркса (Балашиха)
Улица Ка́рла Ма́ркса — улица города Балашиха Московской области.

## Описание
Улица расположена в микрорайоне Балашиха-1, в его историческом центре.
Начинается от проспекта Ленина и площади Александра Невского. Идёт в северном направлении параллельно двум другим улицам: западнее проходит улица Победы, а восточнее — Советская улица (основная магистраль города).
Примерно посередине пересекается перпендикулярной ей улицей Крупской, восточный отрезок которой имеет вид широкого бульвара.
Заканчивается Т-образным перекрёстком с Молодёжной улицей.
Нумерация домов — от проспекта Ленина.

## Здания и сооружения
Нечётная сторона

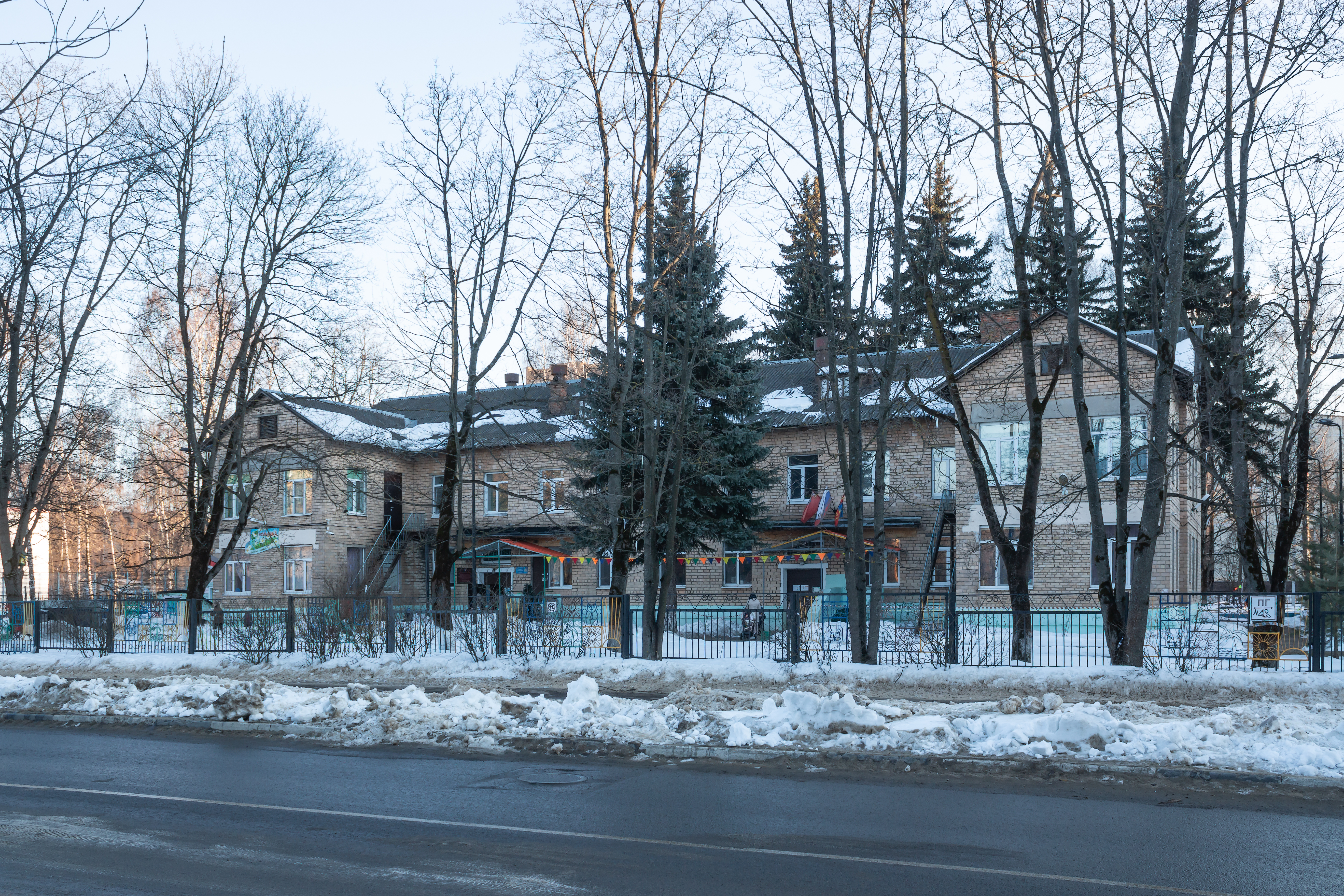
Детский сад № 16 «Ромашка»

- № 1/7 — жилой дом (красный кирпич, 5 этажей). Дом находится на пересечении с проспектом Ленина. Часть помещений первого этажа с угловой стороны занимает АТС-524.
- № 3 — жилой дом (кирпич соломенного цвета, 9 этажей). На первом этаже находится аптека, отделения банка «Русский Стандарт»
- № 11, 13 — жилые дома (панель, 5 этажей)
- № 11А — жилой дом (серый кирпич, 5 этажей)
- № 15 — жилой дом (серый кирпич, 9 этажей). В одноэтажной пристройке размещается Балашихинская центральная детская поликлиника № 1
- № 17 — детский сад № 16 «Ромашка» (серый кирпич, 2 этажа)

Чётная сторона
- № 2/5 — жилой дом (серый кирпич, 5 этажей). Дом находится на пересечении с проспектом Ленина. На первом этаже размещаются предприятия торговли
- № 4 — жилой дом (кирпич соломенного цвета, 9 этажей)
- № 6а — детский сад № 15 «Золотой петушок»
- № 8/7 — жилой дом (кирпич, оштукатурен, 4 этажа). Дом находится на пересечении с улицей Крупской
- № 10/6 — жилой дом (серый кирпич, 5 этажей). Дом находится на пересечении с улицей Крупской
- № 12 — жилой дом (красный кирпич, 5 этажей)
- № 14, 14А — жилые дома (серый кирпич, 4 этажа)
- № 16 — жилой дом (серый кирпич, 5 этажей)
- № 16А — жилой дом (кирпич соломенного цвета, 9 этажей). Бывшее общежитие Балашихинского литейно-механического завода

## Интересные факты
4 сентября 2000 года, около 19:00 по жилым домам и дворам на улице Карла Маркса прошёл основной штормовой удар со шквальным ветром силой более 9-ти баллов по шкале Бофорта, сильнейшим ливнем с грозой так называемого Балашихинского урагана. Были повалены почти все дворовые деревья, блокировавшие двери некоторых подъездов, обесточены кварталы, выбиты окна и сильно повреждены кровли ряда зданий.